# 赫鲁兹科-洛米夫卡
赫鲁兹科-洛米夫卡（羅馬化：Hruzko-Lomivka），是烏克蘭東部顿内次克州顿内次克区马克耶夫卡市镇内的市级镇。距離顿内次克24公里，海拔高度107米，2011年該市級鎮人口629。